# Грејмур-Девондејл (Кентаки)
Грејмур-Девондејл (енгл. Graymoor-Devondale) град је у америчкој савезној држави Кентаки.

## Демографија
По попису из 2010. године број становника је 2.870, што је 55 (-1,9%) становника мање него 2000. године.
| Група             | 2000.         | 2010.         |
| Белци             | 2.623 (89,7%) | 2.478 (86,3%) |
| Афроамериканци    | 152 (5,2%)    | 165 (5,7%)    |
| Азијати           | 71 (2,4%)     | 72 (2,5%)     |
| Хиспаноамериканци | 50 (1,7%)     | 85 (3,0%)     |
| Укупно            | 2.925         | 2.870         |